# Chamaesium shrestaeanum
Chamaesium shrestaeanum är en flockblommig växtart som beskrevs av Farille och S.B.Malla. Chamaesium shrestaeanum ingår i släktet Chamaesium och familjen flockblommiga växter. Inga underarter finns listade i Catalogue of Life.